# Забезпечення безпеки на літніх Олімпійських ігор 2012

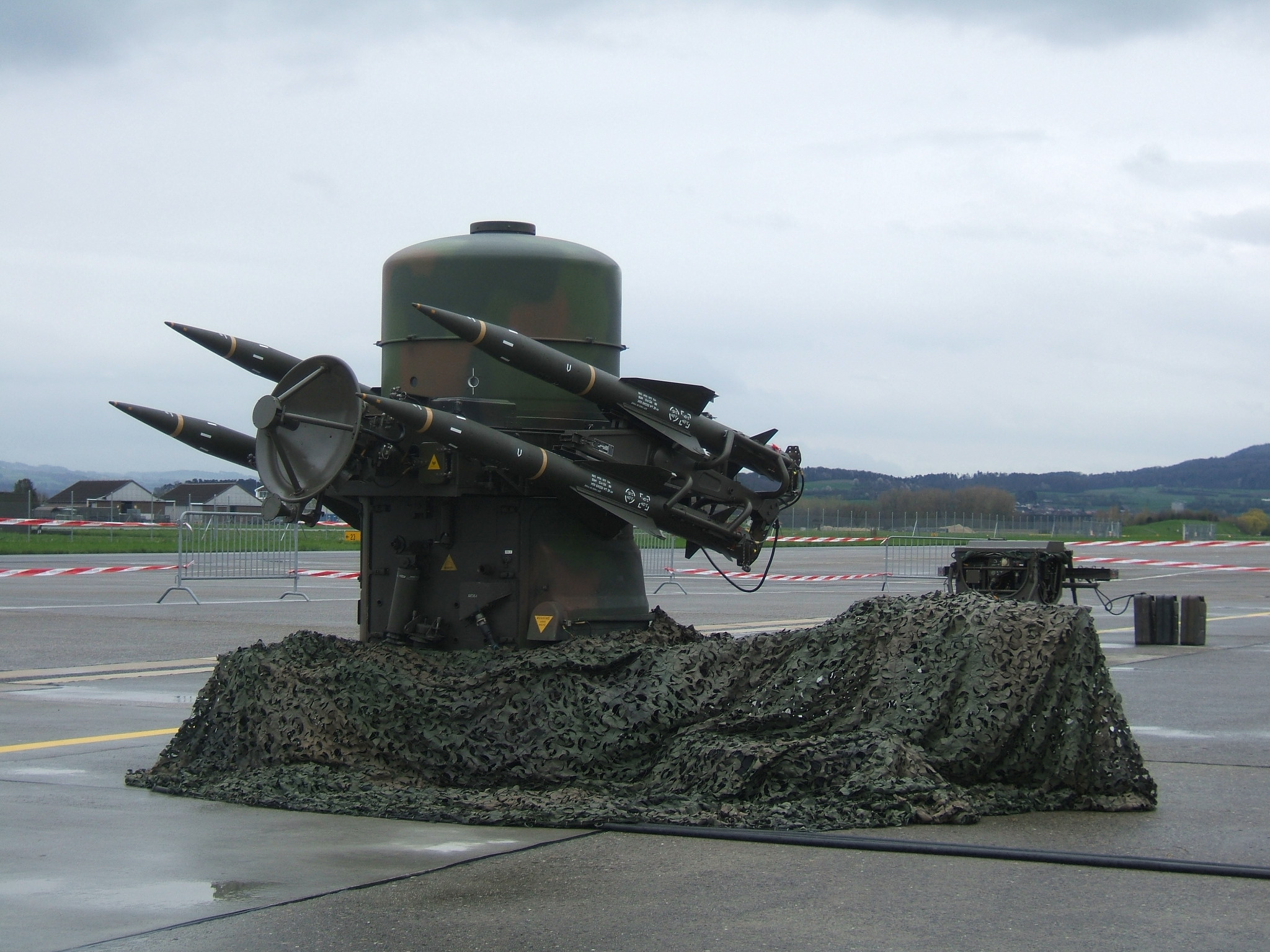
Зенітно-ракетний комплекс Рапіра буде використаний для захисту Лондона з повітря.

Безпека Літніх Олімпійських ігор 2012 буде забезпечуватися підрозділами Збройних сил Великої Британії спільно з поліцією, передбачається задіяти 13 000 співробітників поліції і 17 000 військових особового складу збройних сил. В рамках операції по забезпеченню безпеки буде розгорнута морська й авіаційна техніка, в тому числі судна, розташовані у Темзі, літаки Eurofighter і зенітно-ракетні комплекси. Вартість заходів щодо забезпечення безпеки Олімпіади зросла з 282 до 553 мільйонів фунтів стерлінгів. Відомо, що компанія G4S plc, яка повинна була надати в розпорядження оргкомітету Ігор 10400 своїх співробітників, за десять днів до Олімпіади надала всього 4200 охоронців. Таким чином, загальне число співробітників служб безпеки, задіяних на Олімпіаді 2012, складе близько 40 000. Ця операція із забезпечення безпеки буде найбільшою за останні десятиліття операцією такого роду на території Великої Британії.
Заходи щодо забезпечення безпеки будуть здійснюватися у взаємодії зі спецслужбами інших країн.

## Захист з повітря

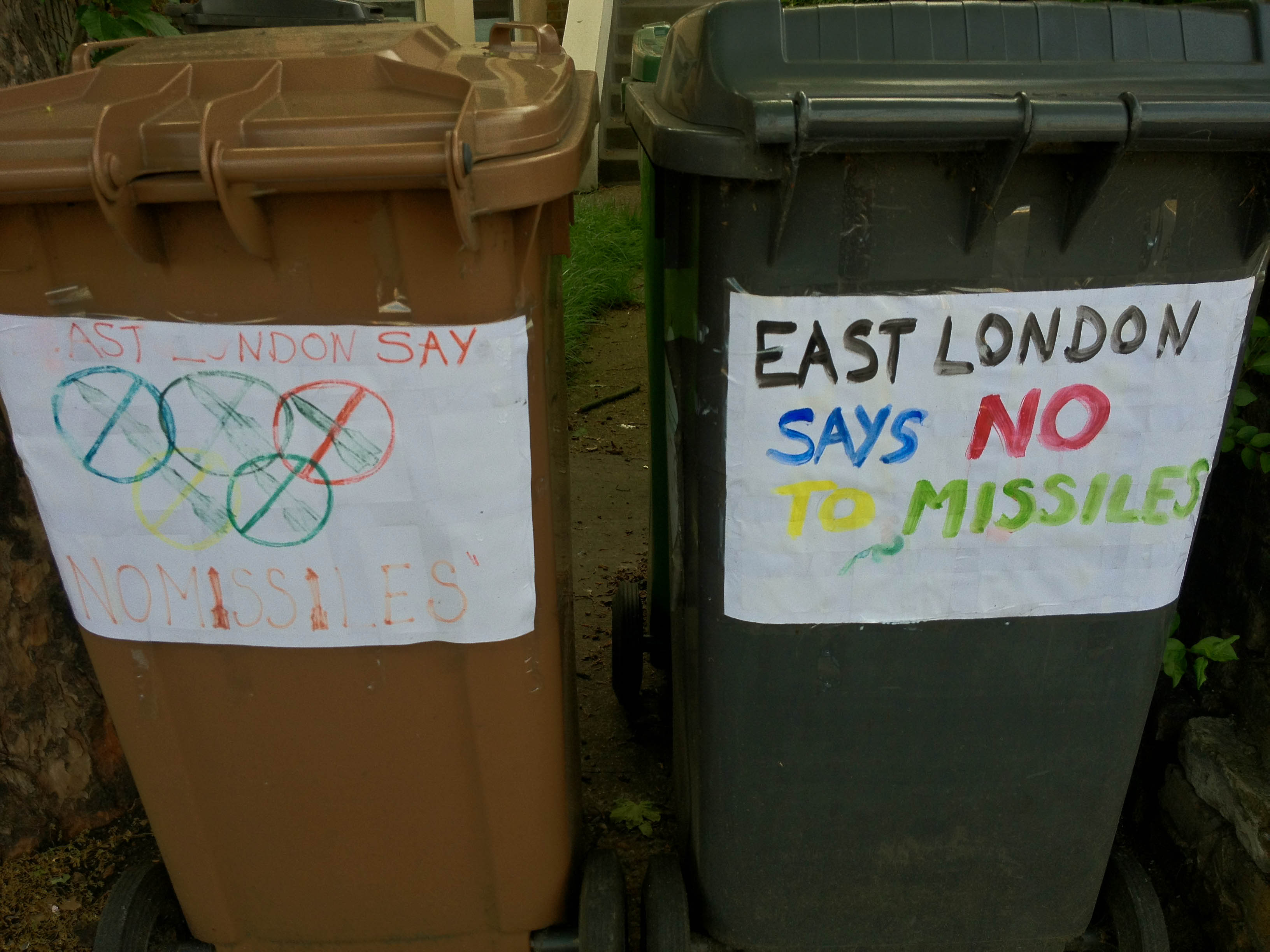
Постери на сміттєвих баках проти планів розміщення ракет під час Олімпіади

Навколо Олімпійського стадіону встановлені системи ППО — чотири ЗРК Рапіра і два з ракетами Starstreak. Британський уряд підтвердив, що вони будуть розміщені в період з середини липня. З 14 липня 2012 Королівські ВПС, підрозділи армії і флоту почали проводити заходи по встановленню 30-мильної забороненої зони над Лондоном.
Місця базування ЗРК:
- Рапіра — Блекхет Коммон
- Рапіра — Оксліс Вуд
- Рапіра — водосховище Вільям Гірлінг
- Рапіра — Еппінг Форест
- Starstreak — Lexington Building, Fairfield Road, in Tower Hamlets
- Starstreak — Волтхем Форест

Можливості щодо знищення загроз з повітря були перевірені на навчаннях 2-10 травня 2012 під назвою Exercise Olympic Guardian. У навчаннях були задіяні літаки далекого радіолокаційного виявлення Boeing E-3 Sentry з бази Королівських ВПС Уоддінгтон, літак-заправник VC-10 з бази ВПС у Нортоні і багатоцільовий винищувач Eurofighter Typhoon з бази Нортхольт. Це був перший випадок після Другої світової війни, коли винищувачі британських ВПС були розміщені в західній частині Лондона. Підтримку ППО над Лондоном надаватимуть середні вертольоти Puma, які будуть базуватися в Ілфорд, повітряні сили флоту з бази у Норхольті, а також Армійський повітряний корпус Великої Британії і чотири багатоцільових вертольоти Westland Lynx, що діють з вертольотоносця, який буде швартуватися на Темзі. Буде задіяний радар з Центру управління повітряним рухом № 1, розгорнутому в графстві Кент, разом з трьома розташованими в Лондоні армійськими групами, оснащених біноклями.
У лондонському районі Боу, де мав бути розміщений зенітно-ракетний комплекс на даху водонапірної башти, це викликало занепокоєння у деяких жителів. У зв'язку в цим Міністерство оборони роздавало листівки жителям району з повідомленням, що остаточне рішення з цього питання не прийнято.

## Захист з моря

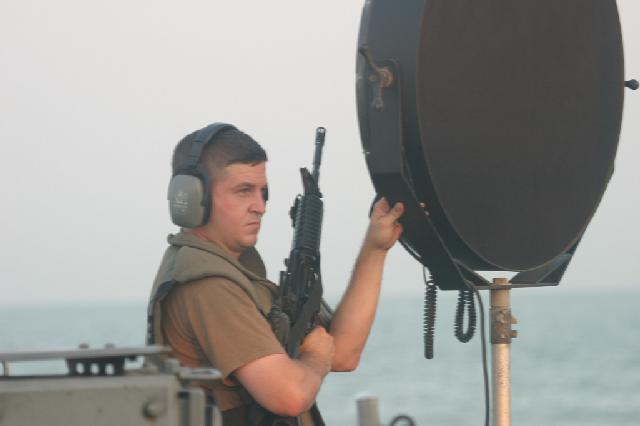
Дальнодіючий акустичний пристрій (LRAD)

Королівський військово-морський флот і Королівська морська піхота оснащені дальнодіючим акустичним пристроєм (LRAD), яке використовує спрямований звук як протипіхотну зброю. Цей пристрій розташований на десантному кораблі, який базується на Темзі у Вестмінстері, і буде використовуватися в першу чергу як гучномовець, а не як зброя. Королівська морська піхота також взаємодіє з вертольотоносцями і малими суднами, оснащеними звичайним озброєнням.

## Підготовка особового складу
У липні 2012 з'ясувалося, що компанія G4Splc, яка відповідає за забезпечення безпеки Олімпіади-2012, виявилася не в змозі надати додатково 3500 солдатів, матросів, льотчиків і морських піхотинців для забезпечення безпеки ігор. Виникли також побоювання, що деякі зі співробітників G4S слабо володіють англійською мовою. В інтерв'ю радіо BBC виконавчий директор компанії G4Splc відповів, що він був впевнений, що вони всі вільно володіють англійською мовою.
Лорд Себастьян Коу, голова Лондонського оргкомітету Олімпійських Ігор у зв'язку з цим відзначив, що безпека Олімпіади — це питання, яке не може бути компромісом.